# اتمسفر زمین

لایه‌های اتمسفر زمین

جَوّ زمین، هواسپهر یا اَتمُسفِر (به انگلیسی: Atmosphere) بالاترین بخش تشکیل‌دهندهٔ سیارهٔ زمین است که ترکیبی از گازهای گوناگون شامل نیتروژن (۷۸٪)، اکسیژن (۲۱٪)، آرگون (۰٫۹٪) و کربن دی‌اکسید (۰٫۰۳٪) است. اتمسفر زمین از سطح زمین آغاز شده و تا ارتفاع ۱۰٫۰۰۰ کیلومتر ادامه می‌یابد و پنج لایهٔ اصلی تروپوسفر، استراتوسفر، مزوسفر، ترموسفر و اگزوسفر را در بر می‌گیرد. مولکول‌های اوزون (O3) که لایهٔ اوزون را تشکیل می‌دهند، در استراتوسفر قرار دارند و از ورود پرتوهای فرابنفش خورشید جلوگیری می‌کنند و موجب ادامهٔ زندگی بر سطح زمین می‌شوند. سردترین بخش جو زمین با دمای ۹۰- درجهٔ سلسیوس در بالای مزوسفر قرار دارد. یونوسفر، مگنتوسفر و کمربند وان آلن بخش‌های جداگانه‌ای در جو با توجه به ویژگی‌های الکترومغناطیس هستند.
نخستین اتمسفر زمین حدود ۴٫۵۷ میلیارد سال پیش شکل‌گرفت که شامل گازهای هیدروژن و هلیم بود؛ که پس از مدتی به‌دلیل سبک بودن، بر گرانش زمین غلبه کردند و به فضای بیرونی گریختند. جو دوم حدود ۳٫۵ یا ۲٫۷ میلیارد سال پیش شکل‌گرفت و شامل گازهایی مانند بخار آب، کربن دی‌اکسید و آمونیاک بود. با فعالیت باکتری‌ها و انجام فرایند فتوسنتز و عوامل دیگر، اکسیژن در جو آزاد شد و موجب شکل‌گیری جو سوم شد. در این زمان، ابردوران پیدازیستی شکل‌گرفت که طی آن جانوران با تنفس اکسیژن، زندگی‌های جانوری را تشکیل دادند.
هرچه از سطح زمین به ارتفاعات می‌رویم، فشار هوا و چگالی کاهش می‌یابد. مجموع جرم جو زمین ۱۰۱۸×۵٫۵ کیلوگرم است. بخشی از نور خورشید در جو پراکنده می‌شود. نور خورشید دارای طیف‌های الکترومغناطیسی مختلفی است که یکی از آن‌ها طیف مرئی است که چشم انسان قادر به تشخیص آن است. ضریب شکست هوا ۱٫۰۰۰۲۹ است.
گردش جوی موجب توزیع گرما در سطح زمین می‌شود. سه چرخش پایه در گردش عرضی به نام‌های سلول هادلی، سلول فرل و سلول قطبی وجود دارند.

## ترکیبات

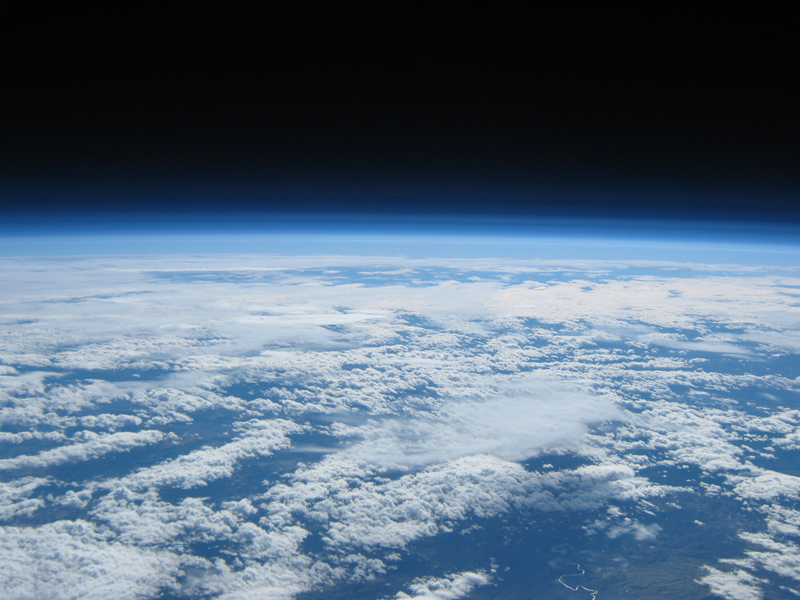
جو زمین، سطح زمین را پوشانده‌است.

اتمسفر مخلوطی از گازهای مختلف است که غلظت گروهی از گازها مانند نیتروژن، اکسیژن و آرگون به‌طور تقریبی ثابت و غلظت گروه دیگر مانند بخار آب، کربن دی‌اکسید و ازون متغیر است. اگرچه مقادیر گازهای متغیر ناچیز است، اما این گازها برای ادامهٔ زندگی بر زمین ضروری هستند. برای نمونه، کربن دی‌اکسید علاوه بر درگیر شدن در فرایند فتوسنتز، در جذب پرتو فروسرخ نقش دارد. همچنین اکسیژن و کربن دی‌اکسید در دو فرایند فتوسنتز و تنفس نقش دارند.
ذرات معلق در هوا به ذرات جامد و مایع در موجود در جو گفته می‌شود که مقادیر آن در جو از اقیانوس‌ها، بیابان‌ها، کوه‌ها، جنگل‌ها، یخ و اکوسیستم بیشتر است. برخلاف اندازهٔ کوچک این ذرات، تأثیر مهمی بر آب‌وهوا و سلامتی دارند. ذرات مهم معلق در هوا شامل سولفات‌ها، کربن آلی، کربن سیاه، نیترات‌ها، گرد و غبارهای معدنی و نمک دریا می‌شوند. حدود ۹۰ درصد ذرات معلق در هوا منشأ طبیعی دارند. برای نمونه، آتشفشان‌ها خاکسترهای آتشفشانی را بیرون می‌رانند و آتش‌سوزی در جنگل‌ها موجب پراکنده شدن کربن آلی نیمه‌سوخته در جو می‌شود. ۱۰ درصد باقی‌ماندهٔ این ذرات یا ساختهٔ بشر هستند یا توسط انسان‌ها در جو معلق شده‌اند. خودروها، کارخانه‌های ذوب، نیروگاه‌های تولید برق، جنگل‌زدایی، چرای بی‌رویهٔ دام، کشیدن سیگار، پخت‌وپز، شومینه و شمع از منابع انسانی معلق‌کنندهٔ این مواد در جو هستند.
گاز گلخانه‌ای از دیگر گازهای جو است و به گازی گفته می‌شود که پرتو فروسرخ را جذب می‌کند و موجب انجام‌گرفتن پدیده‌ای به نام اثر گلخانه‌ای می‌شود. مهم‌ترین این گازها کربن دی‌اکسید، متان و بخار آب هستند. ازون، اکسیدهای نیتروژن‌دار و گازهای فلوئوردار از اجزای دیگر این گازها هستند. انرژی خورشید از جو عبور می‌کند و به سطح زمین می‌رسد و آن را گرم می‌کند. بخشی از این انرژی به عنوان پرتو فروسرخ به فضا بازمی‌گردد. پرتوهای فروسرخ هنگام بازگشت به فضا توسط گازهای گلخانه‌ای جذب می‌شوند و در جو باقی می‌مانند و موجب گرمایش زمین می‌شوند. اکنون غلظت گازهای گلخانه‌ای به بیشترین مقدار در ۳ میلیون سال پیش رسیده‌است که در تاریخ بشریت بی‌سابقه بوده‌است. غلظت کربن دی‌اکسید برای نخستین‌بار در طول ۳ میلیون سال پیش به ۴۰۰ پی‌پی‌ام رسیده‌است.
| گاز          | نماد شیمیایی | درصد موجود | گاز                 | نماد شیمیایی | درصد موجود                 |
| ------------ | ------------ | ---------- | ------------------- | ------------ | -------------------------- |
| نیتروژن      | N۲           | ۷۸٫۰۸۴     | دی نیتروژن مونوکسید | N۲O          | ۰٫۰۰۰۰۳۱                   |
| اکسیژن       | O۲           | ۲۰٫۹۴۷     | زنون                | Xe           | ۰٫۰۰۰۰۰۸۷                  |
| آرگون        | Ar           | ۰٫۹۳۴      | ازون                | O۳           | تقریباً ۰٫۰۰۰۰۲۵            |
| کربن دی‌اکسید | CO۲          | ۰٫۰۳۵۰     | کربن مونوکسید       | CO           | تقریباً ۰٫۰۰۰۸              |
| نئون         | Ne           | ۰٫۰۰۱۸۱۸   | گوگرد دی‌اکسید       | SO۲          | تقریباً ۰٫۰۰۰۰۱             |
| هلیم         | He           | ۰٫۰۰۰۵۲۴   | نیتروژن دی‌اکسید     | NO۲          | تقریباً ۰٫۰۰۰۰۰۲            |
| متان         | CH۴          | ۰٫۰۰۰۱۷    | آمونیاک             | NH۳          | تقریباً ۰٫۰۰۰۰۰۰۳           |
| کریپتون      | Kr           | ۰٫۰۰۰۱۱۴   | بخار آب             | H۲O          | کم‌تر از ۰٫۱ تا بیش از ۶[ج] |
| هیدروژن      | H۲           | ۰٫۰۰۰۰۵۳   |                     |              |                            |

## تکامل جو

### جو نخست
منظومه شمسی و کرهٔ زمین حدود ۴٫۶ میلیارد سال پیش و جو زمین حدود ۴٫۵۷ میلیارد سال پیش شکل‌گرفتند. نخستین جو زمین را به احتمال زیاد هیدروژن (H۲) و هلیم (He) تشکیل می‌دادند، زیرا این دو گازهای اصلی تشکیل‌دهندهٔ گرد و غبار بودند که به دور از خورشید، سیارات را تشکیل می‌دادند. در آن زمان، زمین و جو آن بسیار داغ بودند. مولکول‌های هیدروژن و هلیم به‌ویژه در دمای زیاد سریع حرکت می‌کردند. سرعت حرکت این مولکول‌ها آن‌قدر زیاد بود که سرانجام بر گرانش زمین غلبه کردند و به فضا گریختند.

### جو دوم

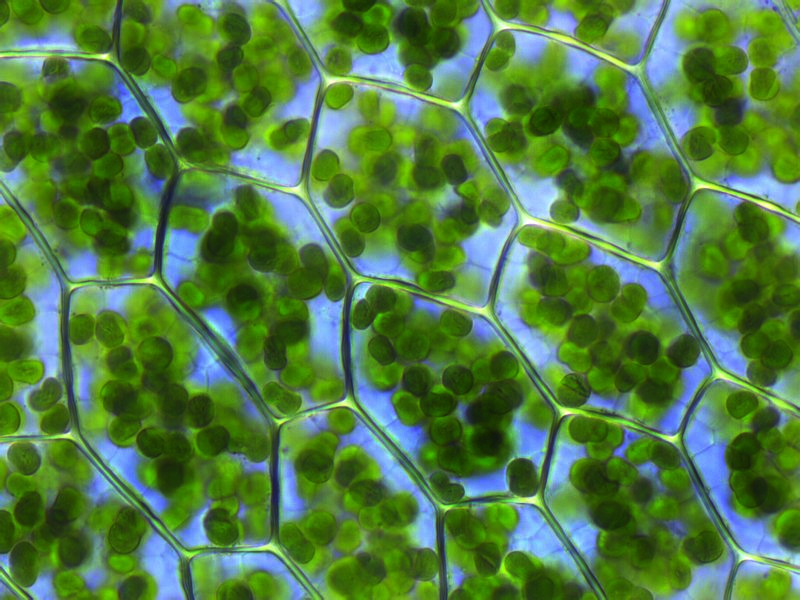
کلروپلاست دیسه‌هایی دارای سبزینه هستند که عمل فتوسنتز را در گیاه انجام می‌دهند.

نمایی از فرایند فتوسنتز

جو دوم حدود ۳٫۵ یا ۲٫۷ میلیارد سال پیش شکل‌گرفت. پیدایش جو دوم احتمالاً با فعالیت‌های آتشفشانی مرتبط بوده‌است. آتشفشان‌ها با انتشار بخار آب (H۲O)، کربن دی‌اکسید (CO۲) و آمونیاک (NH۳) جو دوم را پدیدآوردند. همچنین، گازهایی مانند نیتروژن و کربن مونوکسید در جو دوم وجود داشتند. اکسیژن توسط باکتری‌های ساده و تابش پرتوهای فرابنفش (دارای طول موج کوتاه) بر بخار آب در جو دوم پدید آمد. به‌طوری‌که پرتوهای فرابنفش با انرژی بسیار خود بخار آب را شکستند و آن را به هیدروژن و اکسیژن تبدیل کردند که هیدروژن از جو گریخت و اکسیژن در جو باقی‌ماند. پس از آن، عمل فتوسنتز آغاز به فعالیت کرد. موجودات زنده مانند سیانوباکترها (جلبک‌های سبزآبی)، کربن دی‌اکسید و آب را دریافت کردند و آن‌ها را در فتوسنتز به کار بردند و کربوهیدرات (مواد قندی) تولید کردند و موجب آزادسازی اکسیژن شدند. کشف سیانوباکترها در سنگ‌های آهک ۳٫۵ میلیارد ساله نشان می‌دهد که سیانوباکترها در آن زمان وجود داشته‌اند.

### جو سوم
جو سوم حدود ۴۰۰ میلیون سال پیش پدید آمد.
بسیاری از مولکول‌های کربن دی‌اکسید (CO۲) در اقیانوس‌ها حل‌شدند و باکتری‌های ساده‌ای پدید آمدند که اکسیژن تولید کردند. در همین زمان، مولکول‌های آمونیاک توسط تابش خورشید شکسته‌شدند و نیتروژن و هیدروژن‌های آن‌ها از هم جدا شد و هیدروژن‌ها به دلیل سبک بودن خود از جو به فضا گریختند. در این زمان، ابردوران پیدازیستی (ابر دورانی که جانوران در زمین فراوان شدند) شکل‌گرفت که طی آن جانوران با تنفس اکسیژن انواع مختلف زندگی جانوری را آغاز کردند. جو زمین زمانی تکامل یافت که دارای اکسیژن شد. این مولکول سپس خود موجب پیدایش لایهٔ ازون شد؛ لایه‌ای که از زندگی بر روی زمین محافظت می‌کند و از ورود پرتوهای مضر فرابنفش به سطح زمین جلوگیری می‌کند.

#### آلودگی هوا

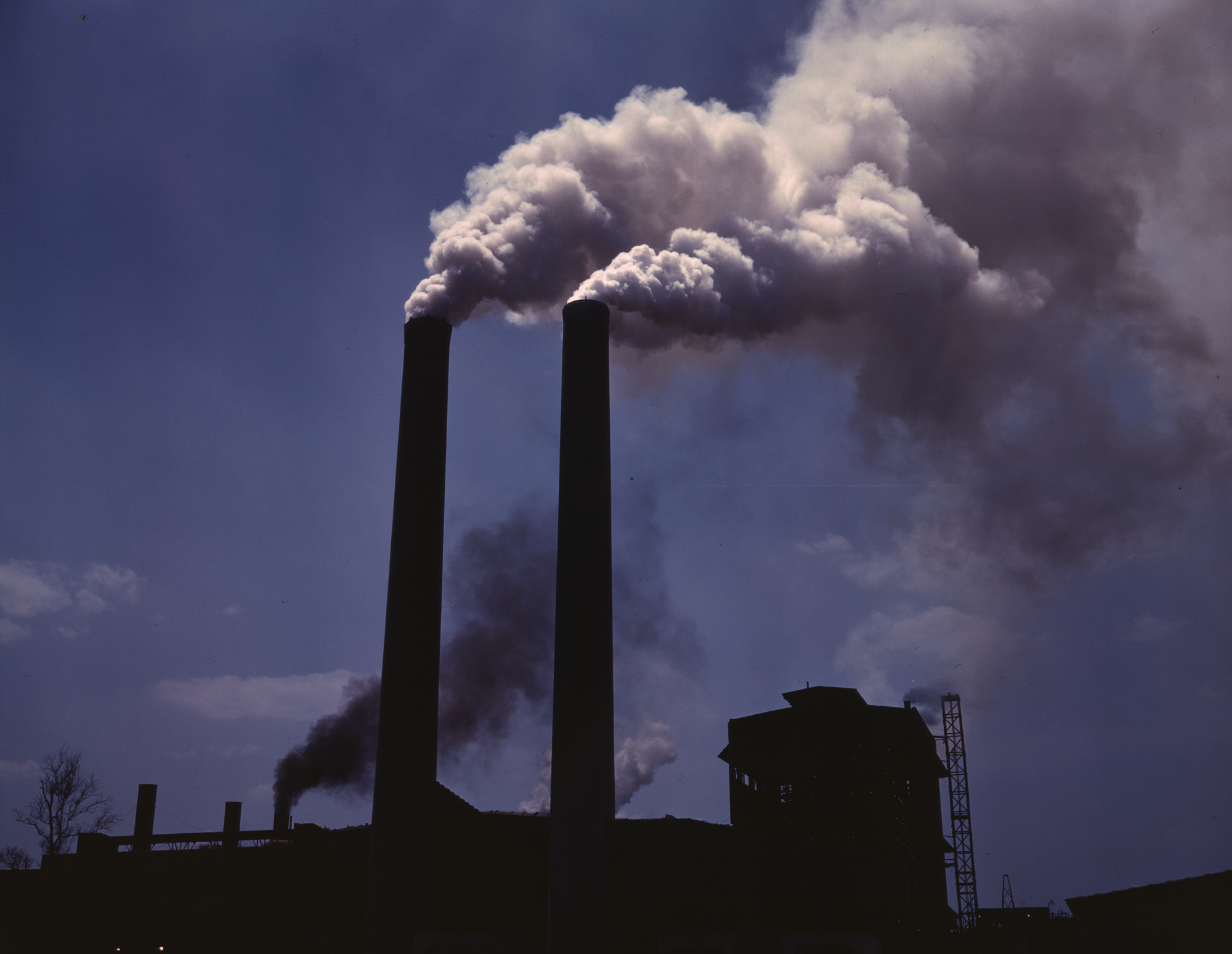
آلودگی هوا توسط یک کارخانهٔ تولیدی در زمان جنگ جهانی دوم

هوا زمانی آلوده‌است که دارای گازها، گرد و غبار، دود و بوهای زیان‌آور باشد و آلودگی هوا می‌تواند به سلامتی انسان، جانوران، گیاهان و مواد آسیب برساند. موادی که موجب آلودگی می‌شوند، آلاینده نام دارند. آلاینده‌هایی که از جای دیگر وارد هوا شده و به‌طور مستقیم هوا را آلوده می‌کنند، آلاینده‌های اولیه نامیده می‌شوند که شامل کربن مونواکسید خارج‌شده از اگزوز خودروها و گوگرد دی‌اکسید حاصل از سوختن زغال‌سنگ است. علاوه بر این، اگر آلاینده‌های اولیه در جو با یک‌دیگر واکنش دهند، آلاینده‌های ثانویه را تولید می‌کنند که مه‌دود فتوشیمیایی از این نوع است. مطالعه‌ای جدید نشان می‌دهد که شمار کسانی که در اثر آلاینده‌های سمی اگزوز هواپیماها درگذشته‌اند، از شمار کسانی که در سقوط هواپیماها درگذشته‌اند، بیشتر است. در سال‌های اخیر، حدود هزار نفر سالانه در اثر سقوط هواپیماها و حدود ده هزار نفر در اثر تولید گازهای گلخانه‌ای هواپیماها درگذشته‌اند. اگزوز هواپیماها مانند اگزوز خودروها شامل انواع آلاینده‌های هوا مانند گوگرد دی‌اکسید و اکسیدهای نیتروژن است. با این که این ذرات آلاینده، کوچکتر از عرض تار موی انسان هستند، مقصر اصلی سلامتی انسان هستند و می‌توانند وارد ریه و احتمالاً جریان خون شوند.
گازهای آلایندهٔ هوا شامل گوگرد دی‌اکسید، نیتروژن دی‌اکسید، کربن مونواکسید که نگرانی اصلی در شهرها هستند، از سوخت‌های سنگواره‌ای مانند نفت، بنزین و گاز طبیعی تولید می‌شوند. ازون (یکی از اجزای مهم مه‌دود فتوشیمیایی) نیز یک آلایندهٔ گازی است که از واکنش‌های شیمیایی پیچیده میان نیتروژن دی‌اکسید و ترکیبات آلی فرار (برای نمونه، بخارهای بنزین) تشکیل می‌شود. کربن مونواکسید گازی نامرئی و بی‌بو است که از سوختن ناقص تشکیل می‌شود. علاوه بر این، وسایل نقلیه، سیستم‌های گرمایش خانه‌ها و برخی از فرایندهای صنعتی مقدار قابل توجهی از این گاز تولید می‌کنند. این گاز به‌شدت زیان‌آور است و به آسانی می‌تواند در جریان خون جایگزین اکسیژن شود که حتی منجر به خفگی می‌شود. گوگرد دی‌اکسید گازی بی‌رنگ و دارای بو است که در اثر سوختن زغال‌سنگ یا نفت تشکیل می‌شود. تنفس این گاز می‌تواند به چشم‌ها، گلو و بافت‌ها آسیب برساند. این گاز همچنین در هوا با اکسیژن و بخار آب واکنش می‌دهد و موجب تشکیل سولفوریک اسید می‌شود. سولفوریک اسید نیز یکی از اجزای باران اسیدی است که به زمین می‌رسد و موجب آسیب رساندن و نابود کردن ماهی‌ها می‌شود و باعث خوردگی و فرسایش فلزات می‌شود و سطوح ساختمان‌ها و سازه‌های عمومی را از بین می‌برد. نیتروژن دی‌اکسید نیز موجب ورم ریوی و تجمع بیش از حد مواد مایع در ریه‌ها می‌شود و این گاز نقش مهمی در تشکیل مه‌دود فتوشیمیایی دارد.

#### گرمایش زمین
به پدیدهٔ افزایش میانگین دمای جو در نزدیکی سطح زمین از یک تا دو سدهٔ گذشته گرمایش (گرم‌شدن) زمین می‌گویند. از اواسط سدهٔ بیستم، دانشمندان علوم جوی مشاهدات دقیقی از پدیده‌های آب‌وهوایی مختلف (مانند دما، بارش و توفان) و تأثیرات مربوط به آب‌وهوا (مانند جریان‌های اقیانوسی و ترکیب شیمیایی جو) جمع‌آوری کرده‌اند. این داده‌ها نشان می‌دهد که آب‌وهوای زمین از ابتدای مقیاس زمانی زمین‌شناسی تاکنون بسیار تغییر کرده و نیز فعالیت‌های انسانی، حداقل از انقلاب صنعتی به بعد، با تغییرات آب‌وهوای زمین پیوند زیادی داشته‌است.
عامل گرمایش زمین، انتشار گازهای گلخانه‌ای است و انسان‌ها این گازها را به شیوه‌های گوناگونی منتشر می‌کنند. بیشتر گازهای گلخانه‌ای از سوختن سوخت‌های سنگواره‌ای در خودروها، کارخانه‌ها و نیروگاه‌های تولید برق پدید می‌آیند. بزرگ‌ترین عامل گرمایش زمین، گاز کربن دی‌اکسید (CO۲) است. همچنین متان آزادشده از محل‌های دفن زباله و کشاورزی، دی‌نیتروژن مونواکسید از کودها، گازهای مورد استفاده برای سردخانه‌ها و فرایندهای صنعتی و نیز از بین رفتن جنگل‌ها که توانایی جذب کربن دی‌اکسید را دارا هستند، از دیگر عوامل گرمایش زمین هستند. گازهای گلخانه‌ای توانایی به دام انداختن گرما را دارند و حتی برخی از آن‌ها توانایی بیشتری نسبت به گاز کربن دی‌اکسید برای به دام انداختن گرما دارند؛ برای نمونه، گاز متان بیش از ۲۰ برابر کربن دی‌اکسید، گاز دی‌نیتروژن مونواکسید ۳۰۰ برابر کربن دی‌اکسید و گازهایی مانند کلروفلوئوروکربن‌ها (سی‌اف‌سی‌ها) هزاران برابر کربن دی‌اکسید توانایی به دام اندازی گرما در جو زمین را دارا هستند. اما به این دلیل که غلظت این گازها بسیار پایین‌تر از کربن دی‌اکسید است، تأثیر آن‌ها نسبت به کربن دی‌اکسید در گرم کردن جو کمتر بوده‌است.
گرمایش زمین تأثیراتی بر زمین گذاشته‌اند که از میان آن‌ها می‌توان به موارد زیر اشاره کرد:
- یخ‌های سراسر جهان به ویژه یخ‌های قطب جنوب در حال ذوب‌شدن هستند.
- بالا آمدن آب دریاها در طول سدهٔ گذشته سریع‌تر شد.
- بارش به‌طور متوسط در سراسر جهان افزایش یافته‌است.

اگر گرمایش زمین ادامه یابد، در اواخر سده می‌تواند اتفاقات زیر روی دهد:
- سطح دریاها ۱۸ تا ۲۵ سانتی‌متر بالا خواهد آمد و اگر ذوب یخ در قطب ادامه پیدا کند، می‌تواند ۱۰ تا ۲۰ سانتی‌متر سطح دریاها را بالا بیاورد.[۲۵] این رویداد باعث خواهد شد که صدها میلیون نفر در مناطقی زندگی کنند که در معرض خطر جاری شدن سیل قرار دارد و این افراد وادار به ترک خانه‌های خود و نقل مکان به جایی دیگر خواهند بود. امکان دارد که جزیره‌های کم‌ارتفاع نیز به‌طور کامل زیر آب فرو برود.[۲۶]
- احتمال دارد که گردبادها و طوفان‌ها قوی‌تر شوند.
- ممکن‌است گونه‌هایی که به یک‌دیگر وابسته‌اند، از همگام‌سازی خارج شوند. برای نمونه، گیاهان زودتر از این که حشرات گرده‌افشان فعال شوند، شکوفه بدهند.
- برخی از بیماری‌ها مانند مالاریا شیوع پیدا خواهند کرد.
- اکوسیستم‌ها تغییر خواهند کرد و برخی گونه‌ها به شمال حرکت خواهند کرد، اما گونه‌های دیگر قادر به حرکت نخواهند بود و امکان دارد منقرض شوند.[۲۵]

### آیندهٔ جو زمین

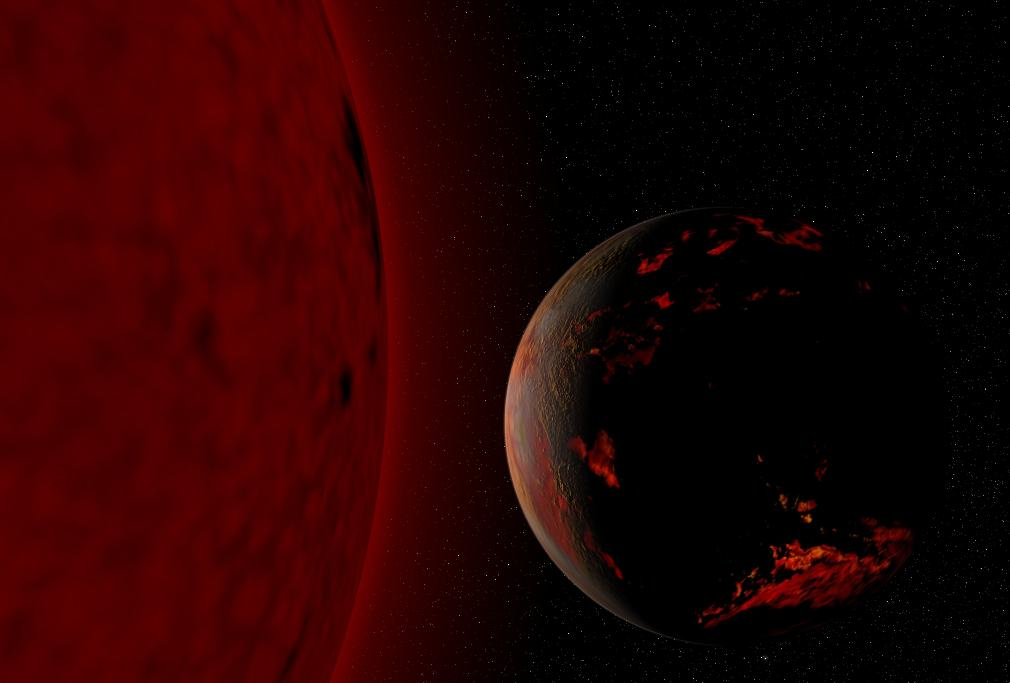
تصویر شبیه‌سازی‌شده از ۶/۹ میلیارد سال بعد که سوختن کرهٔ زمین را پس از ورود خورشید به حالت غول سرخ نشان می‌دهد.

اگر در آینده نیز انرژی حاصل از سوخت‌های سنگواره‌ای در جهان مصرف شود، غلظت گازهای گلخانه‌ای و درجهٔ حرارت زمین افزایش خواهد یافت. هیئت بین دولتی تغییرات آب‌وهوایی تخمین زده‌است که درجهٔ حرارت زمین تا ۲ تا ۶ درجهٔ سانتی‌گراد افزایش خواهد یافت. در آینده گرمای زمین در روزهای گرم بیشتر و در روزهای سرد کمتر خواهد شد (روزهای گرم، گرمتر و روزهای سرد، سردتر خواهد شد). طبق پژوهش ناسا، طی سدهٔ آینده بارش باران در بخش‌های مرطوب زمین افزایش خواهد یافت و بخش‌های خشک زمین دوران خشکسالی طولانی‌تری را خواهند داشت. به ازای افزایش هر درجهٔ فارنهایت، بارش در مناطق مرطوب ۴ درصد افزایش و دورهٔ خشکسالی و فقدان بارش در بخش‌های خشک ۲٫۶ درصد کاهش خواهد یافت. دلیل علمی این تغییر جوی این است که هم‌زمان با افزایش دما، جو می‌تواند مقدار بیشتری از بخار آب را در خود حفظ کند و بیشترین بخش این بخار آب در بخش‌های مرطوب ذخیره خواهد شد و بارش در بخش‌های خشک کاهش می‌یابد. سرعت وقوع این تغییرات جوی در الگوی بارش به میزان تولید کربن دی‌اکسید بستگی دارد، اما دانشمندان ناسا می‌گویند که این پژوهش‌ها و پیش‌بینی‌ها مربوط به سدهٔ آینده است.
سناریوهای بسیاری توسط هیئت بین دولتی تغییرات آب‌وهوایی برای پیش‌بینی تغییرات جوی در آینده پیشنهاد شده‌است. این سناریوها به فرضیات گوناگون دربارهٔ میزان رشد، جمعیت، توسعهٔ اقتصادی، تقاضای انرژی و پیشرفت فناوری بستگی دارد و با افزایش گازهای گلخانه‌ای، رشد اقتصادی و افزایش استفاده از فناوری سازگار با محیط زیست در ارتباط است.

## بخش‌های مختلف

### بخش‌بندی بر پایهٔ دما

#### تروپوسفر

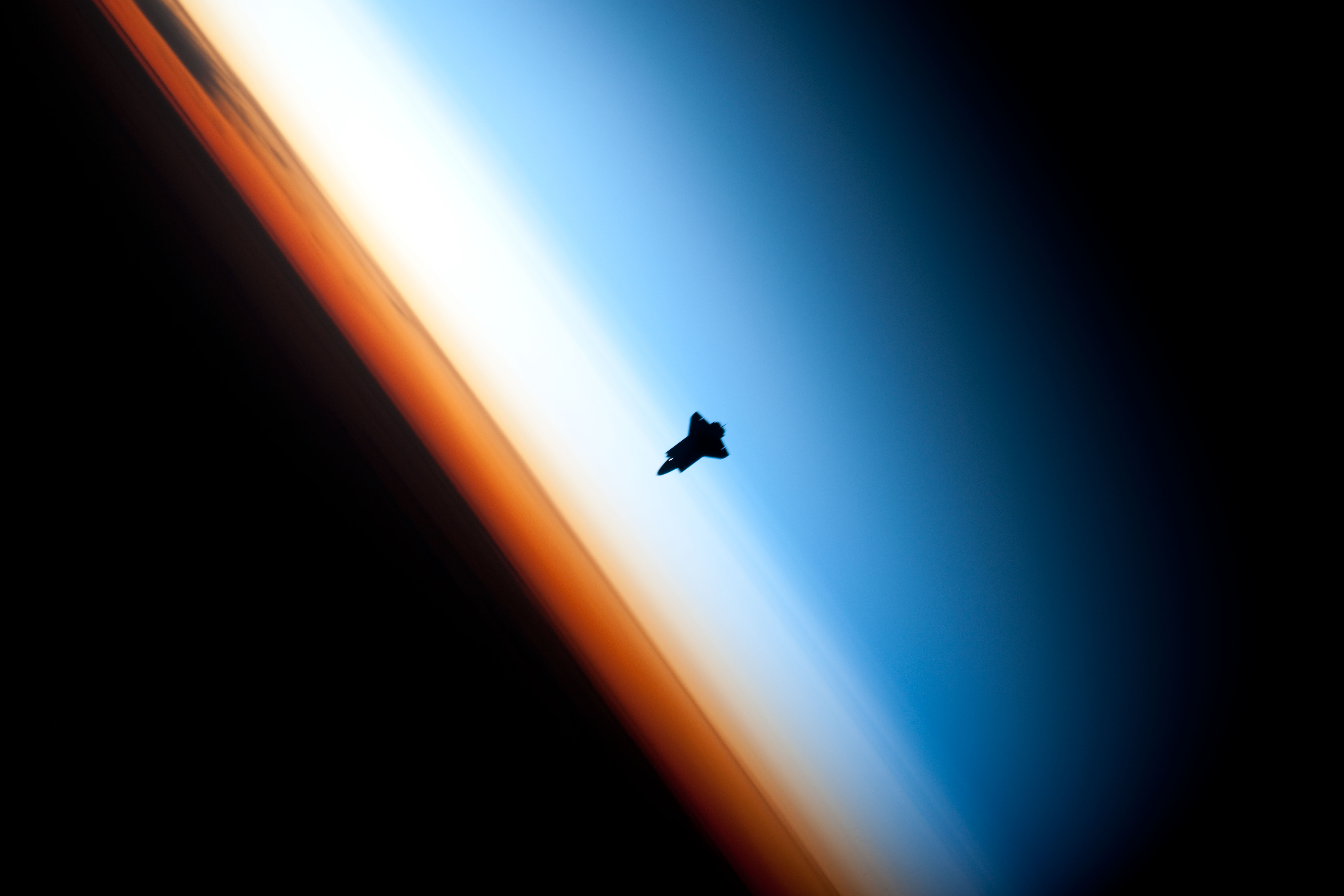
شاتل فضایی اندور بر فراز زمین. لایهٔ نارنجی رنگ تروپوسفر است و پس از آن، استراتوسفر و مزوسفر دیده می‌شوند.

تروپوسفر پایین‌ترین لایهٔ جو و نزدیک‌ترین لایه به سطح زمین است و از سطح زمین آغاز شده و تا ارتفاع ۱۸–۱۰ کیلومتری (۱۱–۶ مایلی) ادامه می‌یابد. بسیاری از ابرها و سیستم‌های آب‌وهوایی در این لایه قرار دارند. ضخامت تروپوسفر در قطب حدود ۸–۷ کیلومتر (۵ مایل) و در استوا حدود ۱۸–۱۶ کیلومتر (۱۱–۱۰ مایل) است. علاوه بر این، ارتفاع این لایه به تغییر فصل‌ها نیز بستگی دارد. ۸۰ درصد کل جرم جو و ۹۹ درصد بخار آب جو در تروپوسفر قرار دارد. بخار آب موجود در تروپوسفر در مناطق گرم و به ویژه مناطق استوایی زیاد و در مناطق قطبی کم است. بخار آب با جذب انرژی تابشی گرمایی خورشید نقش مهمی در تنظیم آب‌وهوای زمین دارد.
با افزایش ارتفاع در تروپوسفر، چگالی گازها کاهش می‌یابد و هوا رقیق‌تر می‌شود؛ بنابراین، دمای هوا با افزایش ارتفاع در این لایه نیز کاهش می‌یابد. همچنین با افزایش ارتفاع، فشار هوا نیز کاهش می‌یابد. دمای هوا در سطح زمین ۱۵ درجهٔ سانتی‌گراد و ارتفاع ۱۰ کیلومتر ۴۹٫۹- درجهٔ سانتی‌گراد است. فشار در سطح زمین ۱٫۰۱۳۲ بار و در ارتفاع ۱۰ کیلومتر ٫۲۶۵ بار است. با افزایش ارتفاع، چگالی کاهش می‌یابد و در نتیجه تروپوسفر چگال‌ترین لایهٔ جو است. ابرهایی مانند کومولوس و استراتوس در این لایه قرار دارند. هواپیماها عمدتاً در این لایه پرواز می‌کنند.
در این لایه، مولکول‌های ازون تروپوسفری وجود دارند که آلاینده هستند. مولکول‌های ازون موجود در تروپوسفر می‌توانند به راحتی با بافت‌های زیستی واکنش داده و آن‌ها را از بین ببرند. این مولکول‌ها موجب احساس سوزش در شش‌های انسان می‌شوند. پژوهشگران دانش پزشکی دریافته‌اند که تنفس ازون بیش از چند ماه تا چند سال، یکی از عوامل برگشت‌ناپذیری است که به شش‌های پستانداران آسیب می‌رساند. مولکول‌های ازون به ویژه برای کودکان، سالمندان و بزرگسالانی خطرناک است که در فصل تابستان به‌طور منظم برای ورزش بیرون از خانه می‌روند. تروپوپاز مرز میان تروپوسفر و استراتوسفر است.

#### استراتوسفر

چرخهٔ ازون-اکسیژن

استراتوسفر دومین لایهٔ جو زمین است که از ارتفاع ۱۰ کیلومتری (۶٫۲ مایلی) آغاز شده و تا ارتفاع ۵۰ کیلومتری (۳۱ مایلی) ادامه می‌یابد. ارتفاع استراتوسفر به طول و عرض جغرافیایی و تغییر فصل‌ها بستگی دارد.
استراتوسفر از ارتفاع ۱۶ کیلومتری (۱۰ مایلی) بر فراز استوا و از ارتفاع ۱۰ کیلومتری (۶ مایلی) بر فراز قطب آغاز می‌گردد. بخار آب بسیار کمی در استراتوسفر وجود دارد و دلیلش این است که تقریباً همهٔ ابرها به استثنای ابرهای استراتوسفری قطبی در تروپوسفر قرار دارند. این ابرها در ارتفاع ۲۵–۱۵ کیلومتری (۱۵٫۵–۹٫۳ مایلی) یافت می‌شوند. هوا در این لایه تقریباً هزار برابر نازکتر از هوا در سطح دریا است (تراکم مولکول‌ها در سطح دریا تقریباً هزار برابر تراکم مولکول‌ها در استراتوسفر است).

پیش‌بینی ناسا از ضخامت ازون استراتوسفری بر حسب دابسون (اگر سی‌اف‌سی‌ها ممنوع نشده‌بودند)

در این لایه با افزایش ارتفاع، دما نیز افزایش می‌یابد و دلیل آن وجود غلظت بالایی از مولکول‌های ازون است. دما در ارتفاع ۵۰ کیلومتری به حدود ۶- درجهٔ سانتی‌گراد می‌رسد. پرتوی فرابنفش تولید شده توسط تابش خورشید در صورت رسیدن به سطح زمین می‌تواند موجب سرطان پوست، آب‌مروارید چشم، آسیب رساندن به سیستم ایمنی بدن و تأثیر منفی بر رشد گیاهان شود. مولکول‌های ازون و اکسیژن که در استراتوسفر قراردارند، پرتوهای فرابنفش خورشید را جذب می‌کنند و مانند یک سپر مانع از ورود این پرتوها به سطح زمین می‌شوند. ازون و اکسیژن می‌تواند ۹۹٫۹–۹۵٪ پرتوهای فرابنفش به ویژه فرابنفش نوع C و B که پرانرژی‌ترین پرتوهای فرابنفش هستند و موجب آسیب زیستی می‌شوند را جذب کند. نقش نگهبانی ازون به قدری حیاتی است که به باور دانشمندان زندگی بر روی زمین بدون لایهٔ ازون امکان‌پذیر نبود. لایهٔ ازون پرتو فرابنفش را به پرتو فروسرخ تبدیل می‌کند و به سطح زمین می‌فرستد. کلروفلوئوروکربن‌ها (سی‌اف‌سی‌ها) باعث کاهش مولکول‌های ازون در استراتوسفر زمین شده‌اند. هالوکربن‌ها نیز از دیگر مواد تخریب‌کنندهٔ ازون استراتوسفری هستند و با انتشار کلر و برم لایهٔ ازون را تخریب می‌کنند. همچنین، برخی از مواد تخریب‌کنندهٔ لایهٔ اُزون در وسایل نقلیهٔ هوایی، گازهای به کاررفته در فرایند خنک‌سازی در یخچال، حلال (شیمی)‌ها، افشانه‌ها و کپسول‌های آتش‌نشانی وجود دارند. گرمایش زمین افزایش نظام‌مند گرمای زمین است که عمدتاً ناشی از گازهای گلخانه‌ای است. ازون یک گاز گلخانه‌ای است و در آب‌وهوای کرهٔ زمین نقش دارد. افزایش گازهای گلخانه‌ای مانند کربن دی‌اکسید ممکن‌است بر چگونگی بهبود لایهٔ ازون در سال‌های آینده اثر بگذارد. لایهٔ ازون سالانه کوچک‌تر از پیش می‌شود. به‌طوری‌که آمار ناسا در ۱۳ سپتامبر ۲۰۰۷ نشان داد که حفره ازون به اوج خود رسیده‌است و لایهٔ ازون تنها می‌تواند ۹٫۷ میلیون مایل مربع (یعنی به قاره‌ای به اندازهٔ آمریکای شمالی) را پوشش دهد. حفرهٔ ازون در قطب جنوب هنوز مثل هر سال است. دلیل این پدیده نیز ورود کلرهای موجود در مواد شیمیایی ساخته‌شده توسط انسان‌ها به استراتوسفر است. ناسا اعلام کرده‌است که دو سوم لایهٔ اُزون تا سال ۲۰۶۵ نه تنها بر فراز قطب جنوب، بلکه در همه جای زمین نابود خواهدشد. مرز میان استراتوسفر و مزوسفر، استراتوپاز نام دارد.

#### مزوسفر

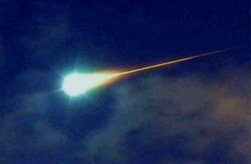
یک شهاب‌سنگ روشن

مزوسفر لایهٔ بعدی زمین است که میان استراتوسفر و ترموسفر قرار دارد. این لایه از ارتفاع ۵۰ کیلومتری (۳۱ مایلی) آغاز شده و تا ارتفاع ۸۵ کیلومتری (۵۳ مایلی) ادامه می‌یابد. با افزایش ارتفاع در مزوسفر، دما کاهش می‌یابد. سردترین بخش جو زمین با دمای ۹۰- درجهٔ سانتی‌گراد در بالای این لایه قرار دارد. فشار هوا در بخش‌های بالایی مزوسفر یک میلیونیم فشار هوا در سطح دریا است.
روزانه حدود ۵۰ تن شهاب‌سنگ وارد جو زمین می‌شود. و بیشتر آن‌ها در لایه مزوسفر تبخیر می‌شوند. این‌گونه مواد موجود در شهاب‌سنگ‌ها در مزوسفر پراکنده می‌شوند و این لایه هم‌اکنون دارای مقادیر آهن و فلزات دیگر است. بالون‌های هواشناسی و هواپیما نمی‌توانند به این لایه برسند. ابرهای شب‌تاب از دیگر ابرها بسیار بالاتر هستند و بالای مزوسفر قرار دارند. جزر و مد جو نیز تحت تأثیر این لایه است و هوا در این لایه بسیار رقیق است. مرز میان مزوسفر و ترموسفر، مزوپاز نام دارد.

#### ترموسفر

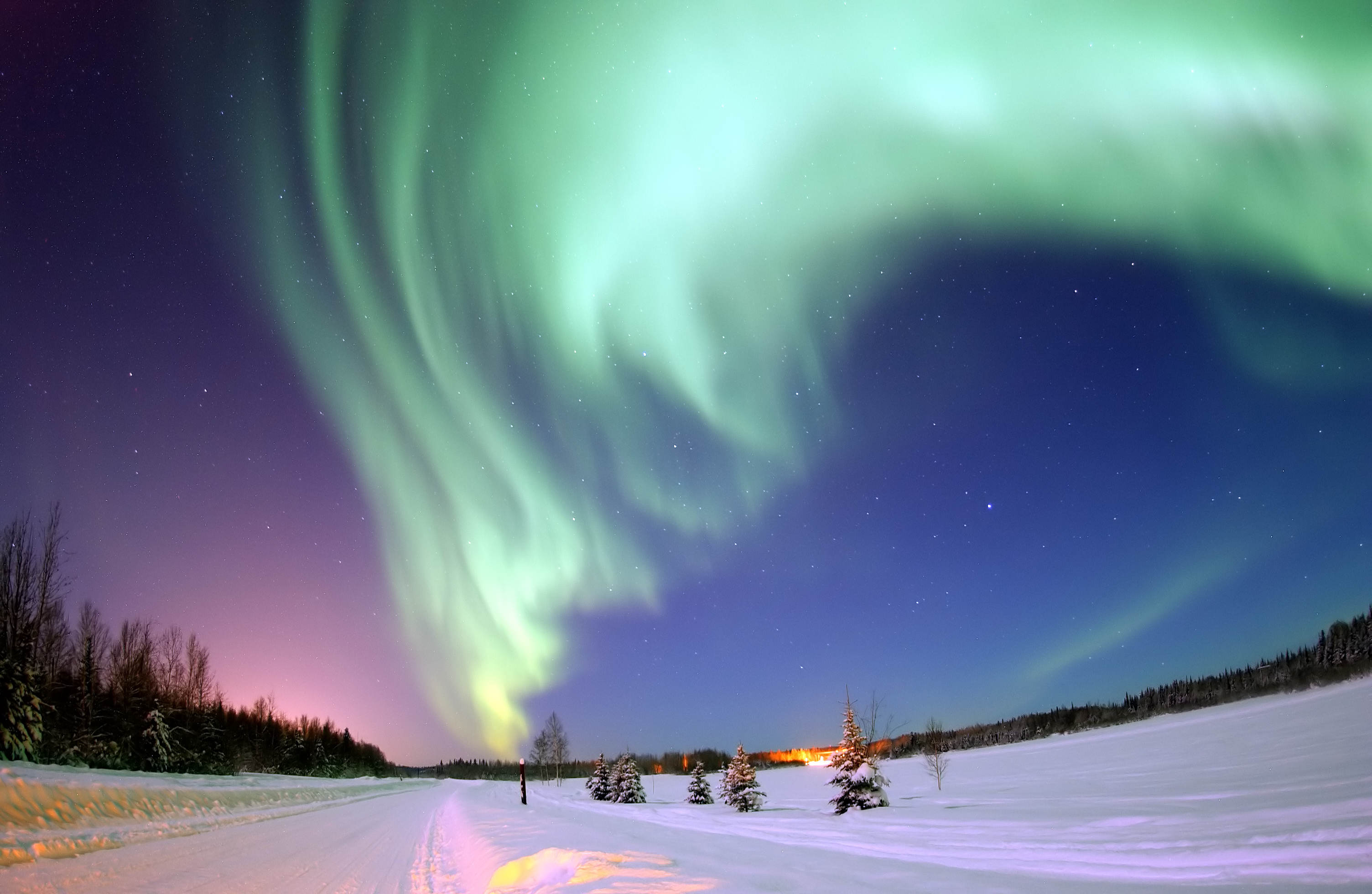
پدیدهٔ شفق قطبی در گرینلند

ترموسفر بالاترین لایهٔ جو زمین است که میان مزوسفر و اگزوسفر قرار دارد. این لایه از ارتفاع ۹۰ کیلومتری (۵۶ مایلی) آغاز شده و تا ارتفاع ۵۰۰ کیلومتری (۳۱۱ مایلی) یا ۱٬۰۰۰ کیلومتری (۶۲۱ مایلی) ادامه می‌یابد. با افزایش ارتفاع در ترموسفر، دما در بخش‌های پایینی این لایه به شدت افزایش می‌یابد اما در بخش‌های بالایی دما نسبتاً ثابت می‌ماند. فعالیت‌های خورشیدی دما در این لایه را به شدت تحت تأثیر قرار می‌دهد. دمای ترموسفر معمولاً در طول روز ۲۰۰ درجهٔ سانتی‌گراد بیشتر از شب است و زمان‌هایی که خورشید بسیار فعال است، دما در این لایه از ۵۰۰ درجهٔ سانتی‌گراد به ۲٬۰۰۰ درجهٔ سانتی‌گراد افزایش می‌یابد.
چگالی در ترموسفر بسیار کم است و برخی بر این باورند که فضای بیرونی از بخش‌های پایینی ترموسفر آغاز می‌گردد، اما این لایه بخشی از جو زمین به‌شمار می‌آید. شاتل‌های فضایی و ایستگاه‌های فضایی بین‌المللی در این لایه قرار دارند. در بخش‌های پایینی این لایه اکسیژن اتمی (O)، نیتروژن اتمی (N) و هلیم (He) اجزای اصلی هوا هستند. بخش عمده‌ای از پرتو ایکس و فرابنفش در این لایه جذب می‌شوند. یونوسفر زمین متشکل از ذرات یونیزه شده در جو است و با ترموسفر که از نظر الکتریکی خنثی است، هم‌پوشانی دارد. ذرات باردار یونوسفر با اتم‌ها و مولکول‌های ترموسفر برخورد می‌کنند و انرژی اضافی تولید می‌کنند. این انرژی اضافی توسط فوتون‌ها به‌شکل نور ساطع می‌شود و شفق‌های قطبی را رخ می‌دهد. شفق‌های قطبی عمدتاً در ترموسفر رخ می‌دهند. ترموپاز مرز میان ترموسفر و اگزوسفر است.

#### اگزوسفر
اگزوسفر بالاترین لایهٔ جو زمین است که جو پس از آن پایان می‌پذیرد و خلأ آغاز می‌گردد. هوا در این لایه بسیار رقیق است و تفاوت چندانی با خلأ ندارد. اجزای اصلی این لایه هیدروژن و هلیم هستند که تراکم کمی دارند و بسیاری از ماهواره‌ها در این لایه قرار دارند.
اگزوسفر مرز میان جو و فضای بیرونی به‌شمار می‌رود و از ارتفاع حدود ۵۰۰ کیلومتر آغاز شده و تا ۱۰٬۰۰۰ کیلومتر (۶٬۲۰۰ مایل) ادامه می‌یابد. اتم‌ها و مولکول‌های هوا در این لایه به‌طور مداوم به فضا می‌گریزند و راه می‌یابند. این لایه شامل حرکات ذرات به درون و بیرون مغناطیس‌سپهر (مگنتوسفر) و باد خورشیدی است. به‌دلیل رقیق بودن بسیار هوا در اگزوسفر، گرمای زیادی در هوا به اشیاء منتقل نمی‌شود، حتی اگر هوا بسیار گرم باشد.

### بخش‌بندی بر پایهٔ ویژگی‌های الکترومغناطیسی

#### یونوسفر
یونوسفر (یون کره) بخشی از بخش‌های بالایی جو است که توسط تابش‌های خورشیدی یونیزه شده‌است و در ارتفاع حدود ۸۰۰–۶۰ کیلومتر قرار دارد. بخش عمده‌ای از این یونیزه شدن توسط پرتو ایکس و فرابنفش و باد خورشیدی صورت می‌گیرد. اگرچه خورشید مهم‌ترین عامل یونیزه شدن است، اما پرتوهای کیهانی نیز در این عمل سهم کمی دارند و هرگونه اختلال در جو، در یونیزه شدن اثر می‌گذارد. به‌دلیل رقیق بودن بسیار هوا در تروپوسفر، الکترون‌های آزاد در این لایه وجود دارند، اما امکان دارد الکترون‌ها توسط کاتیون‌ها (یون‌های مثبت) اسیر شوند. تعداد الکترون‌ها به اندازه‌ای است که می‌توانند بر انتشار فرکانس رادیویی تأثیر بگذارند. این بخش یونیزه شدهٔ جو را یونوسفر می‌نامند. تراکم پلاسما در یونوسفر در طول روز و شب و فصل‌ها تغییر می‌کند و به گرانش زمین نیز بستگی دارد. بیشترین چگالی پلاسما در یونوسفر در ارتفاع ۳۰۰–۲۵۰ کیلومتر است. یونوسفر می‌تواند امواج رادیویی در محدودهٔ فرکانس خاصی را منعکس کند.

#### مگنتوسفر

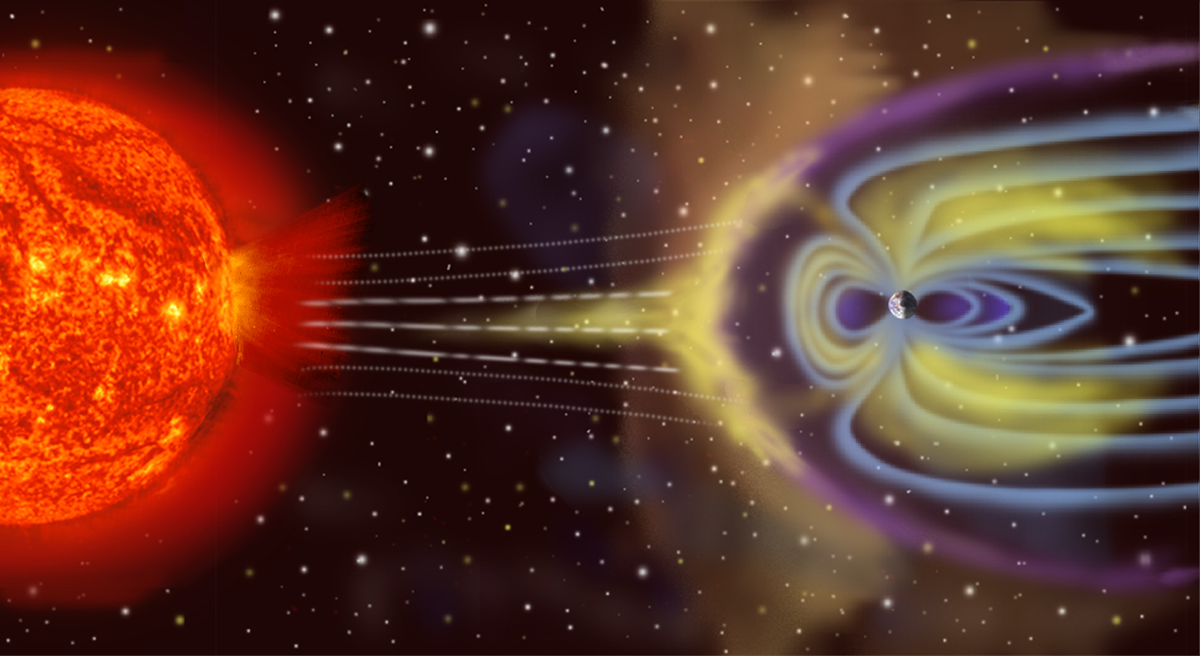
مگنتوسفر از زمین در برابر باد خورشیدی محافظت می‌کند.

مگنتوسفر فضای پیرامون یک جسم فضایی است که توسط میدان مغناطیسی جسم کنترل می‌شود. مگنتوسفر منطقهٔ تعامل میان میدان مغناطیسی طبیعی سیاره و باد خورشیدی است. در این منطقه بسیاری از ذرات دارای بار الکتریکی نزدیک سیاره وجود دارند. بخش‌های اصلی مگنتوسفر زمین، باد خورشیدی و میدان مغناطیسی هستند. میدان مغناطیسی زمین تا ۳۶٬۰۰۰ مایل به درون فضا می‌رسد. مگنتوسفر این میدان مغناطیسی را پوشش داده‌است و از بسیاری از ذرات خورشید مانند باد خورشیدی که می‌تواند به زمین آسیب برساند، جلوگیری می‌کند. اما برخی از بادهای خورشیدی از مگنتوسفر هم می‌گذرند و شفق‌های قطبی می‌سازند.
مگنتوسفر زمین علاوه بر مزایای پنهان خود خطراتی نیز دارد که یکی از این خطرات توفان‌های مغناطیسی هستند. هنگامی که بادهای نیرومند خورشیدی با مگنتوسفر برخورد می‌کنند، می‌توانند به مدارهای الکتریکی آسیب بزنند و موجب قطع برق و خاموشی بشوند. خورشید و سیارات دیگر مگنتوسفر دارند، اما مگنتوسفر زمین نیرومندترین مگنتوسفر در میان سیارات سنگی است.

#### کمربند وان آلن

دو کمربند هلالی شکل وان آلن

کمربند تابشی وان آلن از دو لایهٔ هلالی شکل ساخته‌شده و دارای ذرات باردار انرژی (پلاسما) است و پیرامون زمین قرار دارد و میدان مغناطیسی زمین را در جای خود نگه می‌دارد. کمربند وان آلن از ارتفاع ۱٬۰۰۰ کیلومتر آغاز شده و تا ارتفاع ۶۰٬۰۰۰ کیلومتر گسترش می‌یابد.
این کمربند دارای دو منطقهٔ درونی و بیرونی است. منطقهٔ درونی در ارتفاع ۳٬۰۰۰ کیلومتر (۱٬۸۶۰ مایل) بالاتر از سطح زمین و منطقهٔ بیرونی آن که بیشترین چگالی را دارد، در فاصلهٔ ۱۵٬۰۰۰ تا ۲۰٬۰۰۰ کیلومتر (۹٬۳۰۰ تا ۱۲٬۴۰۰ مایل) بالاتر از سطح زمین واقع شده‌است. منطقهٔ درونی دارای پروتون‌های پرانرژی است که بیش از ۳۰٬۰۰۰٬۰۰۰ الکترون‌ولت انرژی دارند. منطقهٔ بیرونی دارای ذرات بارداری هستند که از جو و خورشید (برای نمونه، یون‌های هلیم که از باد خورشیدی سرچشمه گرفته‌اند) منشأ گرفته‌اند. این منطقه دارای پروتون‌های کم انرژی و الکترون‌های پرانرژی است که انرژی آن تا چند صد میلیون الکترون‌ولت می‌رسد.
چندی پیش، ناسا سومین کمربند تابشی در پیرامون زمین را کشف کرد. مشاهدات جدید ناسا طی مأموریت وان آلن پروبز نشان داد که پیرامون زمین سه کمربند مجزا و طولانی وجود دارد که میان آن‌ها فضا وجود دارد.

## ویژگی‌های فیزیکی

### فشار
فشار هوا مقدار نیرویی است که توسط هوای جسم بالای سطح بر سطح وارد می‌شود. اگر وزن هوای جسم یا تعداد مولکول‌های آن افزایش یابد، فشار هوا افزایش و اگر وزن هوای جسم یا تعداد مولکول‌های آن کاهش یابد، فشار هوا کاهش می‌یابد. هر چه ارتفاع افزایش می‌یابد، فشار هوا کاهش می‌یابد؛ زیرا مولکول‌های جو در ارتفاعات بالاتر کاهش یافته و در نتیجه فشار هوا نیز کاهش می‌یابد. از آن‌جا که بسیاری از مولکول‌های جو توسط گرانش زمین در نزدیکی سطح زمین هستند، ابتدا کاهش فشار هوا به سرعت انجام می‌گیرد (از پایین به بالا) و سپس از سرعت کاهش فشار کاسته می‌شود. از آن‌جا که بیش از نیمی از مولکول‌های جو در زیر ارتفاع ۵٫۵ کیلومتر هستند، ۵۰ درصد فشار هوا در این ارتفاع است.
فشار هوا با دستگاهی به نام فشارسنج (بارومتر) اندازه‌گیری می‌شود. فشارسنج دارای یک لولهٔ باریک شیشه‌ای است که هوایی در آن وجود ندارد و به یک ظرف جیوه وارد می‌شود. هوا به جیوهٔ درون ظرف فشار می‌آورد و جیوه حدود ۳۰ اینچ (اگر فشارسنجی در سطح زمین انجام‌گیرد) به درون لوله می‌رود. نوع دیگری از فشارسنج، فشارسنج آنروید است که امروزه در هواشناسی و حمل‌ونقل هوایی مورد استفاده قرار می‌گیرد؛ زیرا این فشارسنج فضای کم‌تری اشغال می‌کند و دقیق‌تر است. فشار هوای استاندارد ۷۶۰ میلی‌متر جیوه (mmHg) در سطح دریا است. واحدهای اندازه‌گیری فشار هوا عبارتند از: جیوه، اتمسفر، کیلوپاسکال و میلی بار. در هوانوردی از واحد جیوه استفاده می‌شود، اما هواشناسان از واحد میلی بار بر روی نقشه‌های آب‌وهوایی استفاده می‌کنند. مقایسهٔ مقادیر واحدهای فشار هوا به شرح زیر است:
۲۹٫۹۲ Hg = ۱٫۰ atm = ۱۰۱٫۳۲۵ kPa = ۱۰۱۳٫۲۵ mb

### چگالی و جرم

چگالی و دمای جو در ارتفاعات مختلف

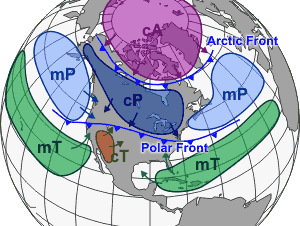
بخش‌های تودهٔ هوا: cA:بخش قاره‌ای قطب شمال cP:بخش قاره‌ای قطبی cT:بخش قاره‌ای گرمسیری mP:بخش دریایی قطبی mT:بخش دریایی گرمسیری

چگالی هوا به معنی جرم گازهای جو و بر حجم آن‌ها است. چگالی هوای خشک در صفر درجهٔ سانتی‌گراد در سطح دریا با فشار استاندارد ۱٫۲۹ گرم در هر لیتر است. چگالی هوا در سطح دریا با دمای ۱۵ درجهٔ سانتی‌گراد ۱٫۲۷۵ kg/m۳ است که جو استاندارد بین‌المللی نام دارد. در دستگاه بین‌المللی یکاها (سیستم متریک) چگالی بر حسب کیلوگرم بر متر مکعب (kg/m۳) اندازه‌گیری می‌شود. چگالی هوا به دما، فشار و بخار آب موجود در هوا بستگی دارد. مولکول‌های تشکیل‌دهندهٔ جو به‌سرعت در حال حرکتند و با یک‌دیگر و اشیاء دیگر برخورد می‌کنند. هرچه دما افزایش یابد، سرعت حرکت این مولکول‌ها افزایش و چگالی هوا کاهش می‌یابد. با افزایش فشار هوا، چگالی هوا نیز افزایش می‌یابد. هرچه ارتفاع از سطح زمین افزایش می‌یابد، فشار کاهش می‌یابد. در نتیجه چگالی نیز کاهش می‌یابد.
مجموع جرم جو زمین ۱۰۱۸×۵٫۵ کیلوگرم است که حدود یک میلیونم جرم زمین است. هوا در سطح دریا سنگین‌تر است، چون مولکول‌های هوا به یک‌دیگر نزدیکند و توسط وزن هوای بالای خود فشرده شده‌اند. با افزایش ارتفاع، فاصلهٔ مولکول‌های هوا از یک‌دیگر جداشده و هوا سبک‌تر می‌شود. تودهٔ هوا به حجم بزرگی از هوا می‌گویند که دما و رطوبت آن در سطح افقی برای صدها یا هزاران کیلومتر یکسان باشد. تودهٔ هوا معمولاً به چهار بخش قطبی (سرد)، قطب شمال (بسیار سرد)، استوایی (گرم و بسیار مرطوب) و گرمسیری (گرم) طبقه‌بندی می‌شود. مقدار جرم جو زمین در ارتفاعات به شرح زیر است:
- ۵۰ درصد زیر ارتفاع ۵٫۶ کیلومتر
- ۹۰ درصد زیر ارتفاع ۱۶ کیلومتر
- ۹۹٫۹۹۹۹۷ درصد زیر ارتفاع ۱۰۰ کیلومتر

### وزن اتمی
جو را با استفاده از ترکیبات تشکیل‌دهندهٔ آن می‌توان به دو منطقهٔ گسترده به نام‌های هتروسفر و هوموسفر طبقه‌بندی کرد. هتروسفر بخش بیرونی این طبقه‌بندی است که گازها در آن توسط گرانش و با توجه به جرم اتمی نسبی (وزن اتمی) خود پراکنده شده‌اند؛ بنابراین، سبک‌ترین عناصر (هیدروژن و هلیم) در بخش‌های بیرونی هتروسفر و عناصر سنگین‌تر (نیتروژن و اکسیژن) در بخش‌های درونی هتروسفر قرار می‌گیرند. هوموسفر میان سطح زمین و هتروسفر است و گازها در این منطقه تقریباً یکسان پراکنده شده‌اند و پراکندگی آن‌ها ربط به عواملی همچون ارتفاع ندارد. موارد استثناء در پراکندگی آن‌ها لایهٔ ازون، بخار آب، کربن دی‌اکسید و آلاینده‌های هوا است.

## ویژگی‌های نوری

### پراکندگی نور

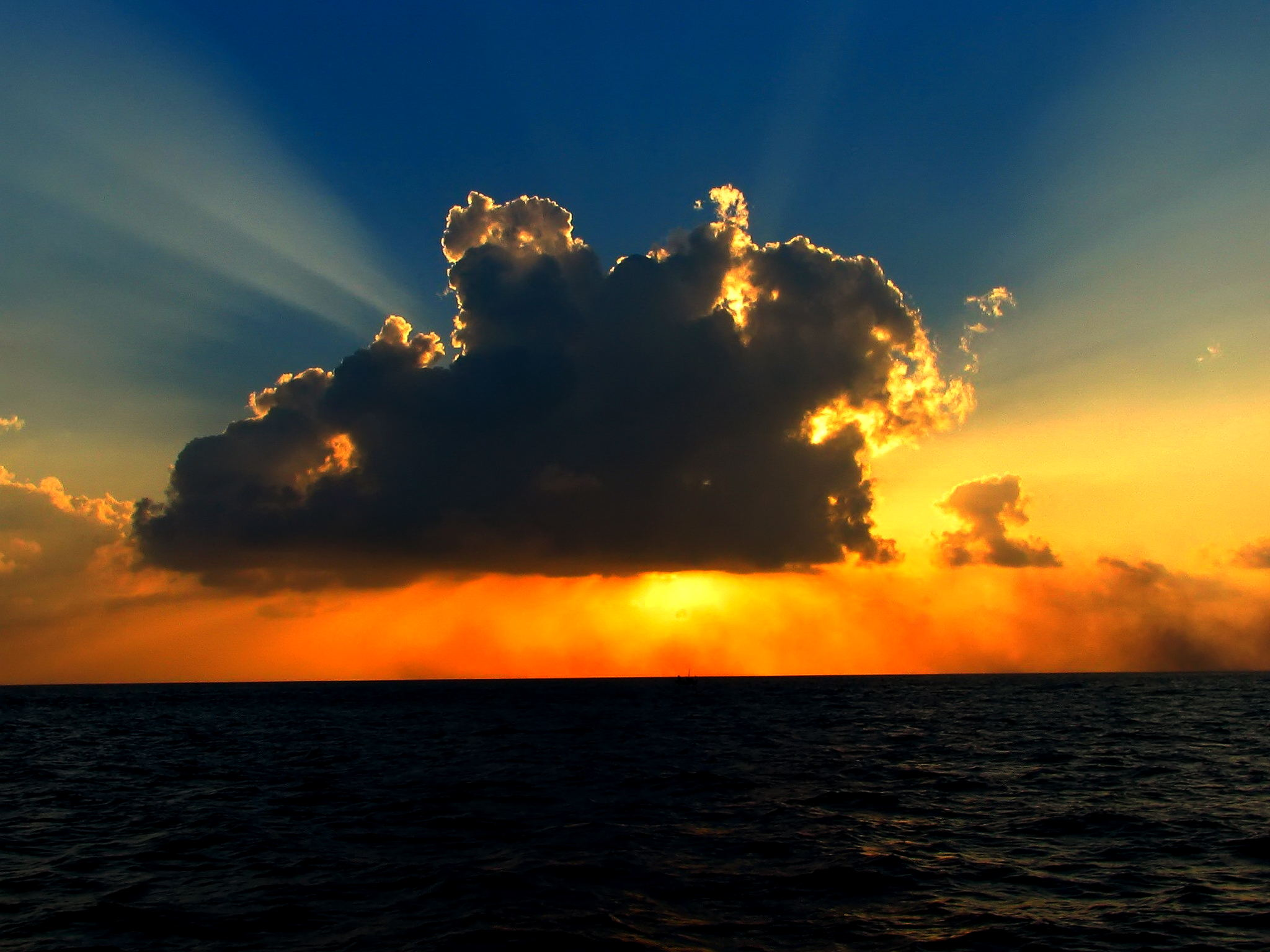
ابری در هنگام غروب آفتاب

بخشی از نور خورشید در هوا پراکنده می‌شود. هنگامی که نور از یک ماده یا گاز می‌گذرد، بخشی از آن جذب ماده یا گاز می‌شود و بقیهٔ آن پراکنده می‌شود. مرحلهٔ اصلی پراکندگی نور، جذب نور توسط مولکول‌ها و بازتاب در جهات مختلف است. آبی بودن رنگ آسمان به دلیل پراکندگی نور خورشید میان مولکول‌های جو است. این پراکندگی نور، پراکندگی رایلی نام دارد و بر طول موج‌های کوتاه (انتهای رنگ آبی در طیف مرئی) اثر می‌گذارد.

### جذب نور خورشید
همهٔ جانوران و اشیاء بی‌جان قادر به جذب نور هستند. گیاهان جذب نور را در فرایند فتوسنتز انجام می‌دهند. جذب نور به طیف الکترومغناطیسی (رنگ‌ها) و ماهیت اتم‌های جسم بستگی دارد. برای نمونه، مولکول‌های ازون، پرتوهای فرابنفش B و C را که طول موج آن‌ها ۲۰۰ تا ۳۲۰ نانومتر است، جذب می‌کند. آب خالص امواجی را که طول موج آن‌ها میان ۳۸۰ تا ۷۰۰ نانومتر است، جذب می‌کند.
در مناطقی از جو، نور می‌تواند نفوذ بسیاری داشته‌باشد که این بخش‌ها پنجره‌های جوی نامیده می‌شوند. این پنجره‌ها اغلب در مناطق دارای طیف مرئی و فرکانس رادیویی دیده می‌شوند. در این مناطق میزان جذب پرتوها کم یا هیچ است و موجب می‌شود که پرتوها به آسانی به سطح زمین برسند. گازها برخی از طول موج‌های خاص را جذب می‌کنند و برخی از طول موج‌ها نیز از گازها می‌گذرند. مناطقی که طیف‌های الکترومغناطیسی توسط گازهای جو جذب می‌شوند، باندهای جذب نامیده می‌شوند. جو زمین از عبور پرتوهای زیان‌آور و پرانرژی ایکس، گاما و فرابنفش و همچنین پرتوهای کم انرژی فروسرخ و امواج رادیویی جلوگیری می‌کند و نور مرئی و همچنین امواج رادیویی و محدودهٔ طول موج کمی از فروسرخ را از خود عبور می‌دهد.
طیف مرئی مخلوطی از رنگ‌ها است که دارای طول موج میان ۴۰۰ تا ۷۰۰ نانومتر است و توسط چشم انسان تشخیص داده می‌شود. اشیاء دارای رنگ‌های مختلفی هستند، چون هر شیء طول موج خاصی را جذب می‌کند.

طیف‌های الکترومغناطیسی با طول موج آن‌ها

| رنگ    | طول موج     |
| ------ | ----------- |
| قرمز   | ۷۷۰ نانومتر |
| نارنجی | ۶۶۷ نانومتر |
| زرد    | ۶۲۵ نانومتر |
| سبز    | ۵۵۶ نانومتر |
| نیلی   | ۴۷۷ نانومتر |
| آبی    | ۴۳۵ نانومتر |
| بنفش   | ۴۰۰ نانومتر |

### ضریب شکست
ضریب شکست یک محیط مقدار تغییر سرعت نور در آن محیط نسبت به خلأ است. هنگامی که پرتو نور با زاویهٔ قائم به سطح بین دو ماده یا محیط (مانند هوا و لیوان) بتابد، بدون شکست از محیطی به محیطی دیگر وارد می‌شود. اما اگر با زاویه‌ای دیگر بتابد، با شکست وارد محیط دیگر می‌شود. این انحراف به سرعت نور بستگی دارد. برای نمونه، اگر نور از آب وارد هوا شود، دچار انحراف می‌شود. زاویهٔ شکست نمی‌تواند بیش از ۹۰ درجه باشد و زاویه‌ای که شکست آن برابر با ۹۰ درجه باشد، زاویهٔ بحرانی نام دارد. اگر زاویهٔ شکست بیش از ۹۰ درجه باشد، نمی‌تواند از محیط عبور کند و بازتاب می‌شود که به این پدیده بازتاب کلی می‌گویند. ضریب شکست هوا ۱٫۰۰۰۲۹ است.

## گردش

نمایی از گردش جوی

گردش جوی به‌طور کلی به گردش زمین و جنبش‌های منطقه‌ای هوا گفته می‌شود. به‌طور متوسط، این گردش مربوط به سیستم‌های وزش بادی بزرگ است که در چند کمربند شرقی-غربی، زمین را احاطه کرده‌اند. گردش جوی موجب توزیع گرما در سطح زمین می‌شود. سه چرخش پایه در گردش عرضی وجود دارد:
- سلول هادلی: سلول هادلی یک الگوی گردش جوی در مناطق گرمسیر است که بادهای بسامان تولید می‌کند. سلول هادلی ۳۰ درجهٔ شمالی تا ۳۰ درجهٔ جنوبی زمین (یعنی ۳۰ درجه بالاتر و پایین‌تر از استوا) را در بر می‌گیرد. دلیل رخ‌دادن این جریان هوا، گرم کردن هوا در سطح زمین نزدیک استوا توسط خورشید است. هوا به سمت بالا می‌رود و یک باند کم‌فشار در استوا ایجاد می‌کند. هنگامی که هوا به ارتفاع ۱۰–۱۵ کیلومتر (بخش‌های بالایی تروپوسفر) می‌رسد، جریان آن به سوی قطب شمال و قطب جنوب ادامه می‌یابد. در پایان، سلول هادلی هوا را به سطح زمین در نواحی استوایی نزدیک به ۳۰ درجه شمال یا جنوب عرضی بازمی‌گرداند.[۱۰۵]
- سلول فرل: در سلول فرل، جریان هوا به سمت قطب و شرق تا نزدیکی سطح زمین و به سمت استوا و غرب تا ارتفاعات بالاتر ادامه می‌یابد. این حرکت معکوس جریان هوا در سلول هادلی است[۱۰۶] و به‌طور متوسط در اواسط عرض‌های جغرافیایی (۳۰ تا ۶۰ درجه)[۱۰۷] حرکت می‌کند.[۱۰۸] به‌طور کلی، جریان غربی بر سلول فرل در سطح زمین و نقاط بالای زمین حکمفرماست. اعتقاد بر این است که سلول فرل یک پدیدهٔ اجباری ناشی از کنش میان دو سلول دیگر است. حرکت عمودی رو به پایین تا ۳۰ درجهٔ شمالی و حرکت عمودی رو به بالا تا ۶۰ درجهٔ شمالی موجب گردش سلول فرل می‌شود. این الگو تا حد زیادی موجب تبادل هوای قطبی در حال حرکت به جنوب و هوای گرمسیری در حال حرکت به شمال می‌شود.[۱۰۹]
- سلول قطبی: سلول قطبی یک منطقهٔ هوا و جریان قوی غرب به شرق است.[۱۱۰] این سلول شمالی‌ترین گردش جوی است و موقعیت متوسط آن میان ۶۰ درجهٔ شمالی و قطب شمال است. در قطب، هوا به سمت جنوب گسترش می‌یابد. از آن‌جا که اثر کوریولیس (نیروی کوریولیس)[پ ۶۴] قوی در قطب وجود دارد، هوایی که به سمت جنوب در حال حرکت است، به‌شدت به سمت راست منحرف می‌شود. نزدیک به ۶۰ درجهٔ شمالی، جنوب شرقی هوای در حال حرکت با جریان ضعیف هوای شمال غربی که ناشی از گسترش هوا از ۳۰ درجهٔ شمالی است، برخورد می‌کند. با این برخورد، هوا دوباره بالا می‌رود.[۱۰۹]

## نگارخانه

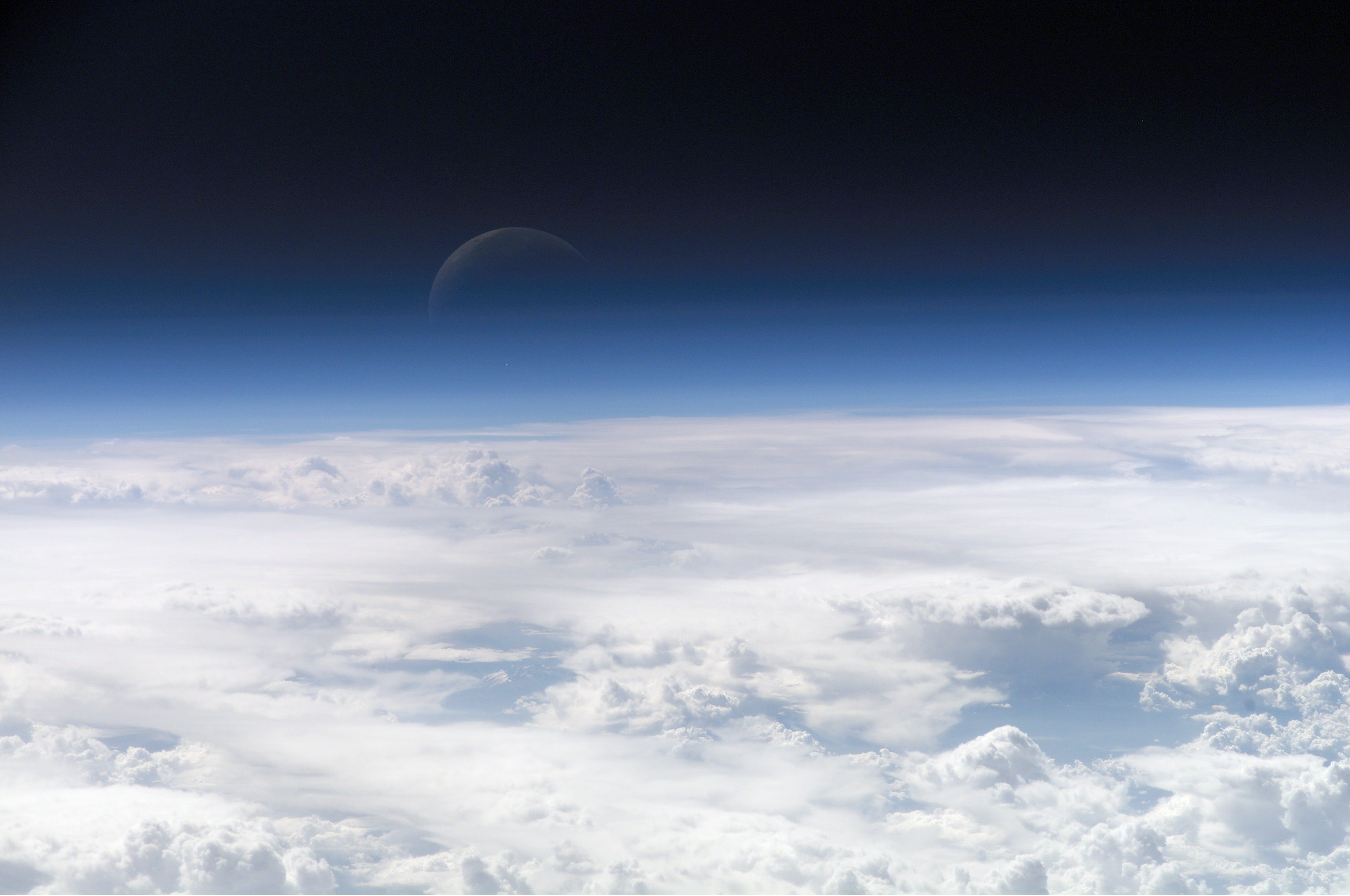
پراکندگی رایلی عامل آبی بودن رنگ آسمان از سطح زمین است. (عکس توسط ایستگاه فضایی بین‌المللی)
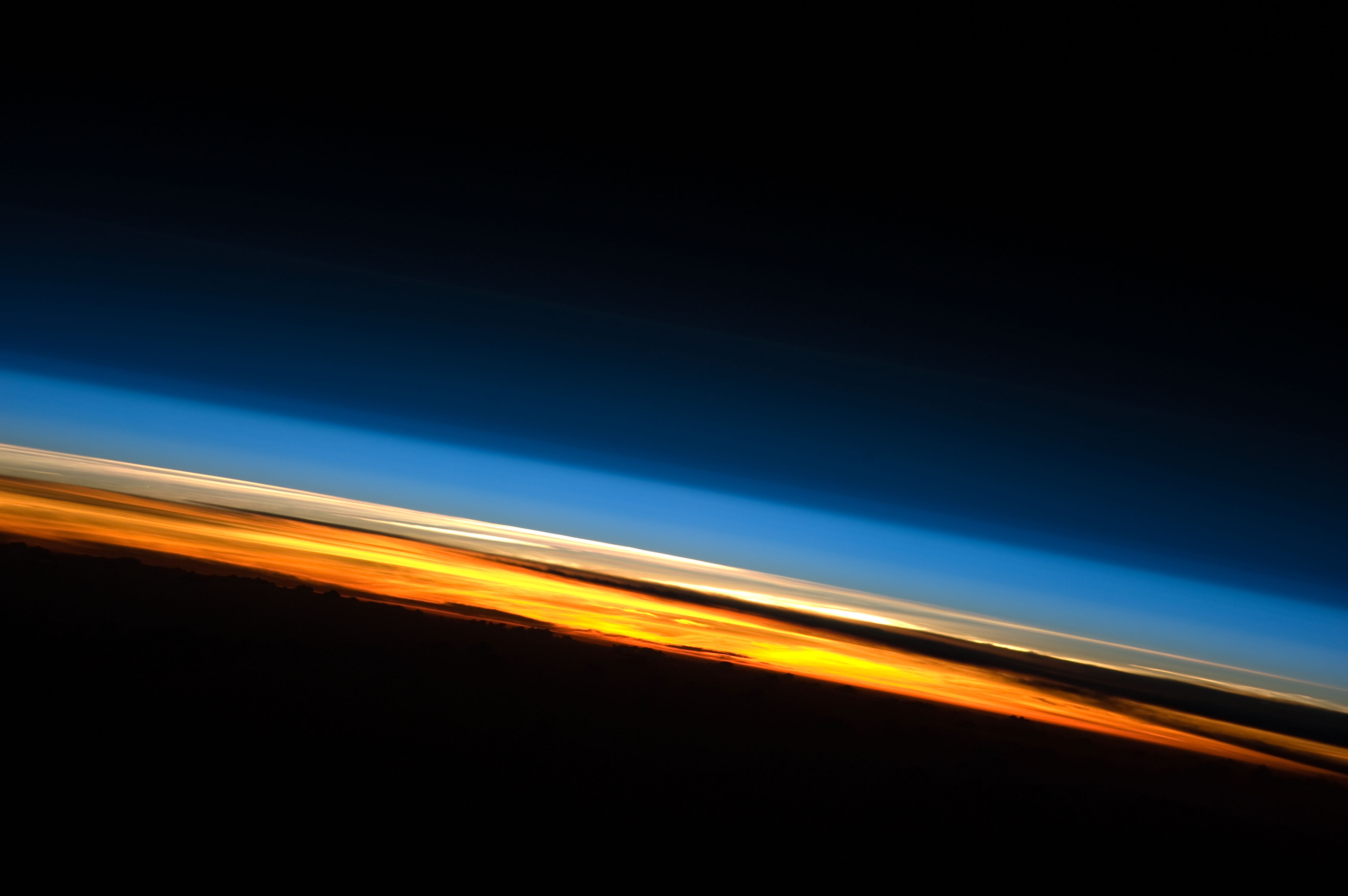
رنگ‌ها تقریباً لایه‌های جو زمین را نشان می‌دهند. (عکس به هنگام غروب آفتاب در اقیانوس هند گرفته‌شده توسط ایستگاه فضایی بین‌المللی)
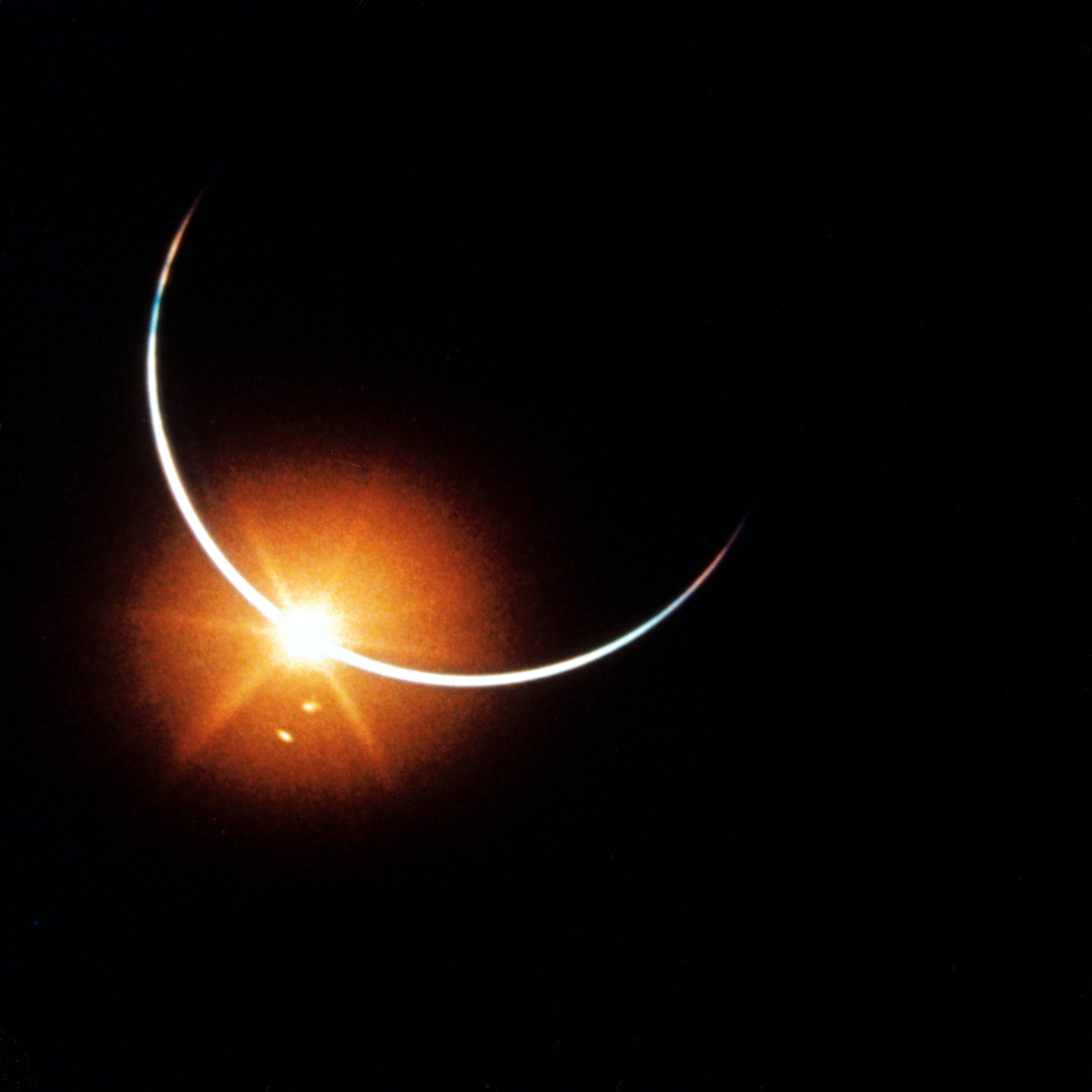
نگاره‌ای از خورشیدگرفتگی که توسط یک دوربین عکاسی متحرک به قطر ۱۶ میلی‌متر از فضاپیمای آپولو ۱۲ گرفته شده‌است.
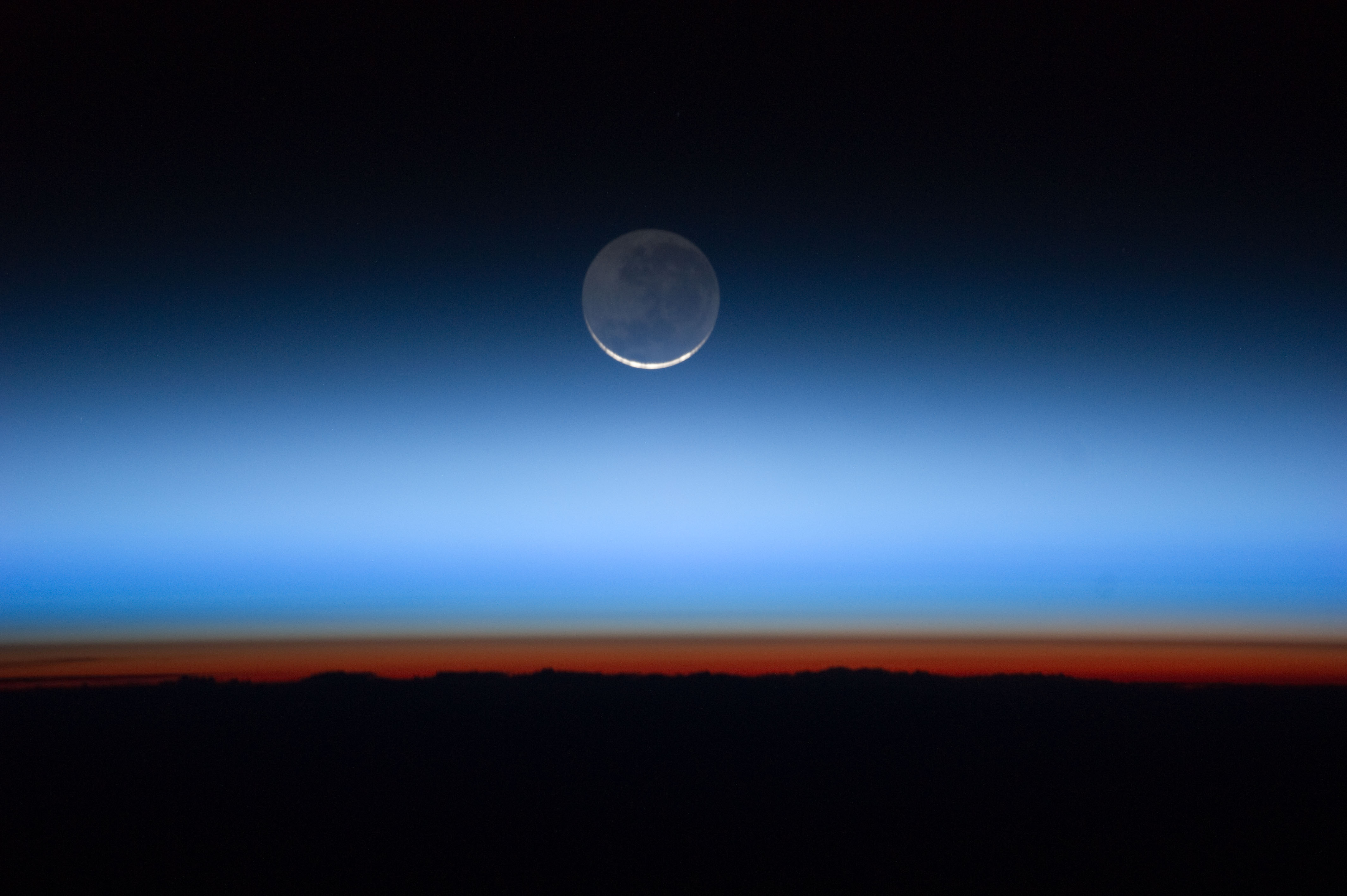
بخش نارنجی رنگ نگاره، تروپوسفر است. تروپوسفر در تروپوپاز (مرز میان نارنجی و آبی) به پایان می‌رسد.
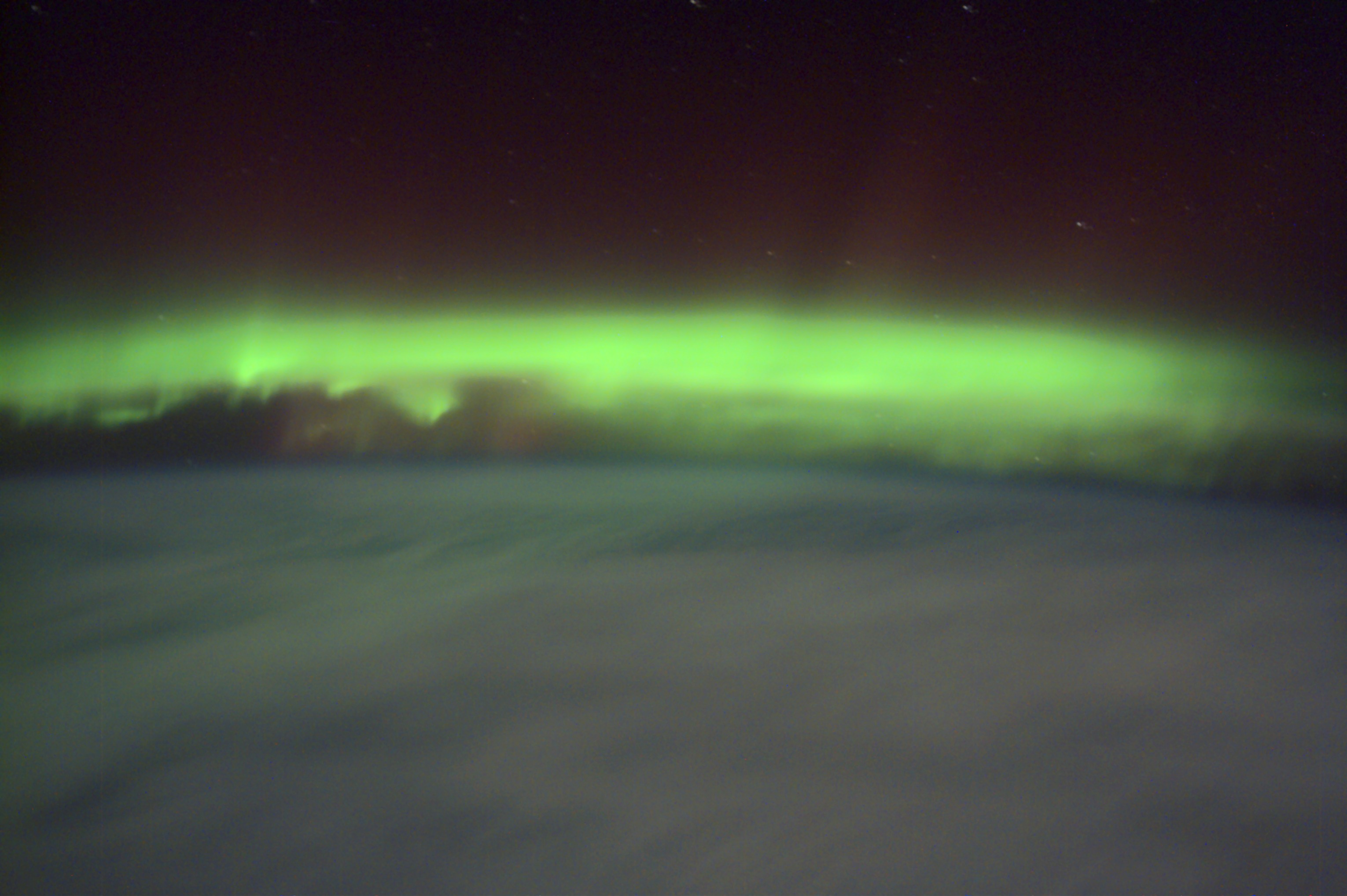
طوفان‌های ژئومغناطیسی موجب نمایش زیبای شفق قطبی در سراسر جو می‌شوند.
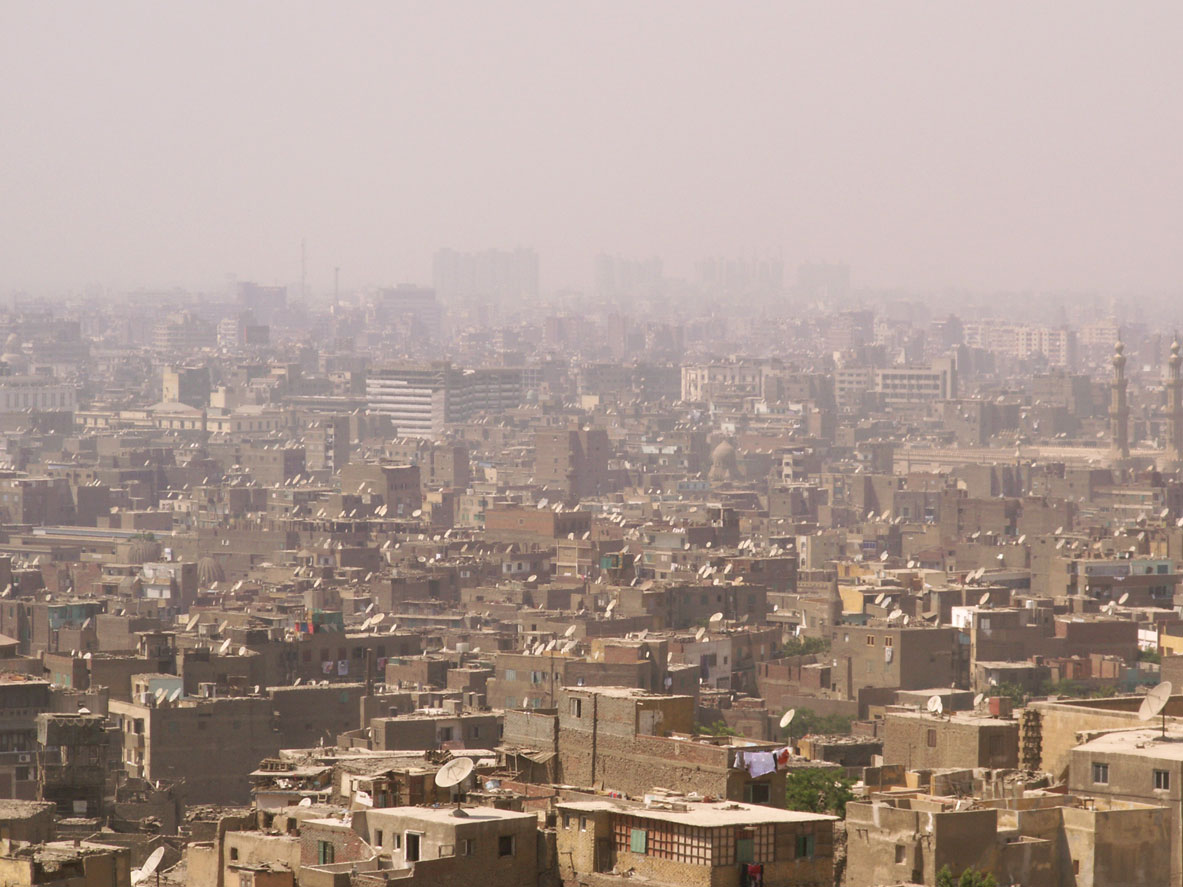
نمایی از شهر قاهره در حالی که مه‌دود در جو آن وجود دارد.

## واژه‌نامه
1. ↑  Atmosphere
2. ↑  Troposphere
3. ↑  Stratosphere
4. ↑  Mesosphere
5. ↑  Thermosphere
6. ↑  Exosphere
7. ↑  Ionosphere
8. ↑  Magnetosphere
9. ↑  Electromagnetic
10. ↑  Hadley Cell
11. ↑  Ferrel Cell
12. ↑  Polar cell
13. ↑  Nitrogen
14. ↑  Nitrous Oxide
15. ↑  Oxygen
16. ↑  Xenon
17. ↑  Argon
18. ↑  Oone
19. ↑  Carbon Dioxide
20. ↑  Carbon Monoxide
21. ↑  Neon
22. ↑  Sulfur Dioxide
23. ↑  Helium
24. ↑  Nitrogen Dioxide
25. ↑  Methane
26. ↑  Ammonia
27. ↑  Krypton
28. ↑  Water Vapor
29. ↑  Hydrogen
30. ↑  Chloroplast
31. ↑  Photosynthesis
32. ↑  CyanoBacteria
33. ↑  Carbohydrate
34. ↑  F (Fahrenheit)
35. ↑  Cumulus Clouds
36. ↑  Stratus Clouds
37. ↑  Tropospheric Ozone
38. ↑  Tropopause
39. ↑  ChloroFluoroCarbons (CFCs)
40. ↑  Halon
41. ↑  Stratopause
42. ↑  Mesopause
43. ↑  Photon
44. ↑  Thermopause
45. ↑  Ionization
46. ↑  Cation
47. ↑  Radio Frequency
48. ↑  Plasma
49. ↑  Proton
50. ↑  Electron Volt
51. ↑  Ion
52. ↑  Electron
53. ↑  Barometer
54. ↑  Aneroid Barometer
55. ↑  Hg
56. ↑  KPa (KiloPaskal)
57. ↑  MBar (MilliBar)
58. ↑  Liter
59. ↑  Metric System
60. ↑  Heterosphere
61. ↑  Homosphere
62. ↑  Rayleigh Scattering
63. ↑  Nm (NanoMerer)
64. ↑  Coriolis Effect

## یادداشت
- [الف] ^  اندازهٔ لایه‌ها نسبت به یک‌دیگر دقیق نیست. چون برخی لایه‌ها مانند ترموسفر بسیار بزرگ هستند و برخی دیگر مانند تروپوسفر نسبت به ترموسفر بسیار کوچک هستند و اگر اندازه‌ها دقیق باشد، تروپوسفر بسیار کوچک خواهد شد و شاید حتی کسی آن را نبیند.
- [ب] ^  اگزوسفر بسیار طولانی‌تر از این مقدار است و تا ۱۰٬۰۰۰ کیلومتر بالاتر از سطح زمین ادامه می‌یابد.
- [پ] ^  موشک‌های بالیستیک معمولاً ارتفاع بسیار بالایی می‌گیرند و برخی از موشک‌های بالستیک که برد بسیار بالایی دارند، حتی از جو زمین نیز خارج می‌شوند و با استفاده از یک ماشین ورود مجدد (RV) به جو بازمی‌گردند.
- [ت] ^  این پانویس مربوط به گازهای نخست تا شانزدهم (نیتروژن تا آمونیاک) است.
- [ث] ^  این پانویس مربوط به گاز هفدهم (بخار آب) است.
- [ج] ^  مقدار بخار آب موجود در هوای یک جا با هوای جایی دیگر بسیار متفاوت است و به جا، دما و زمان بستگی دارد. در بیابان‌ها و جاهایی که دمای پایین دارند، بخار آب موجود در هوا می‌تواند کم‌تر از ۰٫۱ درصد هوا باشد و در جاهای گرم و مرطوب، ممکن‌است بیش از ۶ درصد بخار آب در هوا وجود داشته‌باشد.